# HD 2363
HD 2363 är en orange jätte i Bildhuggarens stjärnbild.
Stjärnan har visuell magnitud +5,97 och är svagt synlig för blotta ögat vid god seeing.